# کاوازاکی وای‌پی‌ایکس
کاوازاکی وای‌پی‌ایکس (به انگلیسی: Kawasaki YPX) یک هواپیمای ساختِ کارخانهٔ صنایع سنگین کاوازاکی در کشور ژاپن است.